# Hjortekær
 Ikke at forveksle med Hjortespring og Hjordkær.
Hjortekær er en nordlig bydel i Storkøbenhavn beliggende i Lyngby-Taarbæk Kommune nordøst for Lyngby på østsiden af Helsingørmotorvejen. Lyngby-Taarbæk Kommune har 58.713 indbyggere  (2025).
Området er opdelt i tre kvarterer: Hjortekær, Dyrehavegård og Fortunen. Hjortekær har ingen erhvervsområder, men enkelte offentlige institutioner indenfor forskning og produktudvikling, bl.a. en afdeling af DTU. Desuden har bydelen Trongårdsskolen. Af andre undervisningsinstitutioner er den største Knord. Derudover ligger der i Dyrehavegårdkvarteret DMI (Dansk Maritimt Institut), som er en del af FORCE Technology.
Udover nogle få lokale butikker har bydelen en Netto og 2 pizzeriaer.
Fra Hjortekær bydel er der let adgang til grønne landskaber, og i selve bydelen ligger Fortunfortet og et grønt fritidsområde i den nordligste del af Eremitageparken.
Hjortekær regnes som en del af området Whiskybæltet, beliggende nord for København.
I Hjortekær ligger boligområdet Eremitageparken som en aflang bebyggelse nord-syd langs Helsingørmotorvejen.
Hjortekær Grundejerforeningen findes under http://www.hjortekaer.dk/ eller under https://www.facebook.com/hjortekaer/

## Historie
Hjortekær var oprindelig en del af Lundtofte landsbys jorder. Området blev gennemskåret af en "Wei til Raadvads Fabrique og til Stranden". Langs vejen lå kun få bygninger: ”Hjortekærhus”, der var skovfogedhus og kendes tilbage til 1675, og i begyndelsen af 1800-tallet to boliger, ”Rotenborg” og ”Slagterlængen”. I 1877 opførtes ”Stampeskovhus” til skovløbere.
Efter midten af 1800-tallet blev der anlagt en vej, Lundtoftevej, herfra i sydlig retning, og ved denne skete der frem til århundredeskiftet en mindre og ret spredt udstykning, i 1882-83. Først efter århundredeskiftet skete flere mindre udstykninger langs denne vej, men først omkring 2. verdenskrig begyndte der at tegne sig konturerne af et samlet boligområde.
Fortunfortet blev opført i 1891-93 som led i Københavns befæstning.
I 1913 etableredes Landmålerskolen.
I 1930 havde Hjortekær sammen med Lundtofte 975 indbyggere, i 1935 havde Hjortekær by 605 indbyggere (Lundtofte by 330 indbyggere), i 1940 samlet 2.124 indbyggere. I 1935 blev hele Lyngby-Tårbæk Kommune regnet som forstad til Hovedstaden, og i 1940 blev hele området under et betegnet som "Lundtofte".
I Københavnsegnens Grønne Omraader fra 1936 var der kun forudset adgang fra Hjortekær til Mølleåen samt til Jægersborg Dyrehave som led i et større stinet.

### Byudviklingsplanlægning
Den fremadskridende byudvikling fik også betydning for byplanlægningen. Da den såkaldte "Fingerplan" - Skitseforslag til Egnsplan for Storkøbenhavn - blev offentliggjort i 1947 med sit forslag om at samle den fremtidige byudvikling i hovedstadsområdet langs banelinjer og større veje, blev det også forudsat, at Hjortekær kunne vokse og på længere sigt udgøre et sammenhængende forstadsområde sammen med blandt andet Lundtofte, Brede og Virum, hvorimod der ikke var forudset en sammenvoksning med Kongens Lyngby. Fingerplanen førte til vedtagelse af byreguleringsloven i 1949, som forudsatte nedsættelse af et byudviklingsudvalg for Københavns-egnen til planlægning af den fremtidige byudvikling i Hovedstadsområdet i form af en såkaldt byudviklingsplan.
Den 6. oktober 1949 nedsattes et byudviklingsudvalg for Københavns-egnen, som den 2. maj 1951 offentliggjorde "Betænkning vedrørende Partiel Byudviklingsplan nr. 2 for Københavns-egnens byudviklingsområde". Betænkningen konstaterede, at der i årene 1945-50 var sket en større udstykning i Hjortekær. Da Hjortekær regnedes som et område, der havde mulighed for en god trafikbetjening i en forudsigelig fremtid og under indtryk af, at området var byggemodnet i form af kloakering, og at byudviklingen forudsattes ikke at være i konflikt med frednings- og friluftsinteresser, blev størstedelen af det udpegede byudviklingsområde i tilknytning til Hjortekær lagt i inderzone, det vil sige kunne bebygges når og hvis, kommunalbestyrelsen ønskede det. En mindre del endte i mellemzone.
Den oprindelige byudviklingsplan blev senere opdateret med "Betænkning vedrørende Partiel Byudviklingsplan nr. 7 for Københavns-egnens byudviklingsområde" fra 1966, som for Hjortekærs vedkommende indebar en praktisk talt fuldstændig udbygning af området fra Fortunen i syd til Mølleåen i nord og afgrænset af Hørsholmmotorvejen i vest og Jægersborg Dyrehave i øst, idet dog en del af området blev bibeholdt i mellemzone.

## Grønne områder
Hjortekær ligger umiddelbart vest for Eremitagesletten i Jægersborg Dyrehave. Nord for Hjortekær løber Mølleåen i øst-vestlig retning, men adgangen er delvist afskåret af et rensningsanlæg.
I selve Hjortekær ligger Fortunfortet og endvidere findes et grønt fritidsområde i den nordligste del af Eremitageparken.
Dyrehavegårds jorder er udlagt til rekreativt formål.

## Service
Hjortekær har et lokalcenter med dagligvarer i Eremitageparken. En del borgere i Fortunen benytter imidlertid bydelscenteret på Lyngbygårdsvej i Kongens Lyngby.
På Trongårdsskolen findes der en svømmehal og en idrætshal, og ligeledes findes der tennis- og rideanlæg i Hjortekær.

## Infrastruktur
Helsingørmotorvejen (E47, E55) forløber i nord-sydlig retning umiddelbart vest for Hjortekær.